# Microzogus
Microzogus is een monotypisch geslacht van kevers uit de familie van de klopkevers (Anobiidae).

## Soort
- Microzogus insolens Fall, 905